# Nicolaas Johan Celosse
Nicolaas Johan Celosse (Banjoewangi, 28 april 1917 – Kamp Vught, 5 september 1944) was verzetsman  en Engelandvaarder. Hij werd Bob genoemd.
Bob werd in Banjoewangi geboren op 28 april 1917 als zoon van administrateur Nicolaas Jan Celosse en Maria Dorothea Geul. Hij volgde een opleiding aan de Koloniale Landbouwschool in Deventer en werd inspecteur bij de voedselvoorziening. 
Op 10 mei 1940 werd hij ingedeeld bij het garnizoen in Hoorn, waardoor hij aan de slag om de Afsluitdijk en de slag om de Grebbeberg meedeed. 
Na de demobilisatie was hij reserve-tweede luitenant. Hij trouwde hij met Gesina Maria Johanna Boeschoten. Ze gingen in de Verhulststaat in Den Haag wonen, waar hij bij het Octrooibureau ging werken. In 1941 verhuisden ze naar Amsterdam. Hij begon in 1942 bij de Ordedienst en kwam in contact met verzetsgroep CS-6. Begin 1943 dook hij onder in Hengelo maar na enkele maanden kwam hij weer naar Amsterdam. In november 1943 besloot hij met K de Graaf naar Engeland te gaan. Ze kwamen in februari 1944 aan en Nicolaas kreeg een opleiding bij het Bureau Bijzondere Opdrachten. 
Op 30 maart 1944 was hij de commandant van een groepje mannen dat boven de Wieringermeer werd geparachuteerd. Hij werd op 20 mei 1944 gearresteerd en naar Kamp Haaren gebracht waar hij correct werd behandeld. Daarna werd hij naar Kamp Vught overgeplaatst waar hij op 5 september 1944 werd gefusilleerd.

## Onderscheiden
- Kruis van Verdienste
- Bronzen Leeuw, 1946